# Développement/Pour !
Développement/Pour ! (en letton : Attīstībai/Par!, AP) est une ancienne coalition politique lettonne libérale et pro-européenne fondée en 2018. Elle réunissait les partis Développement letton, Mouvement Pour ! et Croissance (lv). Après son échec aux élections législatives de novembre 2022, elle cesse de fonctionner.

## Résultats électoraux

### Élections parlementaires
| Année | Voix    | %    | Rang | Sièges   | Gouvernement        |
| ----- | ------- | ---- | ---- | -------- | ------------------- |
| 2018  | 101 685 | 12,0 | 4e   | 13 / 100 | Kariņš I            |
| 2022  | 45 452  | 5,03 | 8e   | 0 / 100  | Extra-parlementaire |

### Élections européennes
| Année | Voix   | %    | Rang | Sièges | Groupe |
| ----- | ------ | ---- | ---- | ------ | ------ |
| 2019  | 58 763 | 12,4 | 4e   | 1 / 8  | RE     |